# ADM-Monument
Het ADM-Monument is een artistiek kunstwerk annex gedenkteken in Amsterdam-Noord.
De oude terreinen van de Amsterdamse Droogdok Maatschappij (ADM) aan het IJ werden in de jaren tachtig volgebouwd met de buurt IJplein. Binnen het stratenplan naar ontwerp van Rem Koolhaas en Jan Voorberg werd de straat annex plein Het Dok (bijnaam van de ADM) ingepland. Aan de westzijde van het plein werd ruimte vrijgehouden voor een monument ter nagedachtenis aan die ADM. In oktober 1988 werd het metershoge beeld onthuld in bijzijn van gepensioneerden van de ADM.
Egon Schrama kwam met een monument van 7 meter hoogte samengesteld op metaal en Azobe. De dragende constructie is van gietijzer en werd na enig zoekwerk door de kunstenaar gevonden op het terrein van de ADM. Zij dragen de houten spanten, die verwijzen naar de scheepsbouw van hout en ijzer. Gecombineerd hebben ze de vorm van een kraan van het dok. Schrama vond de teloorgang van de scheepsbouw alhier een teken van machteloosheid. Het werd door sommigen gezien als het eerste industrieel monument, ten teken dat de industrie moest plaatsmaken voor dienstverlening. Public Art omschreef het monument als een “soort kerkje van de verloren trots”.  
Het monument van Schrama wordt begeleid door een kopie van de gedenkplaat van 100 jaar ADM (1877-1977); het origineel bevindt zich in Het Scheepvaartmuseum. 

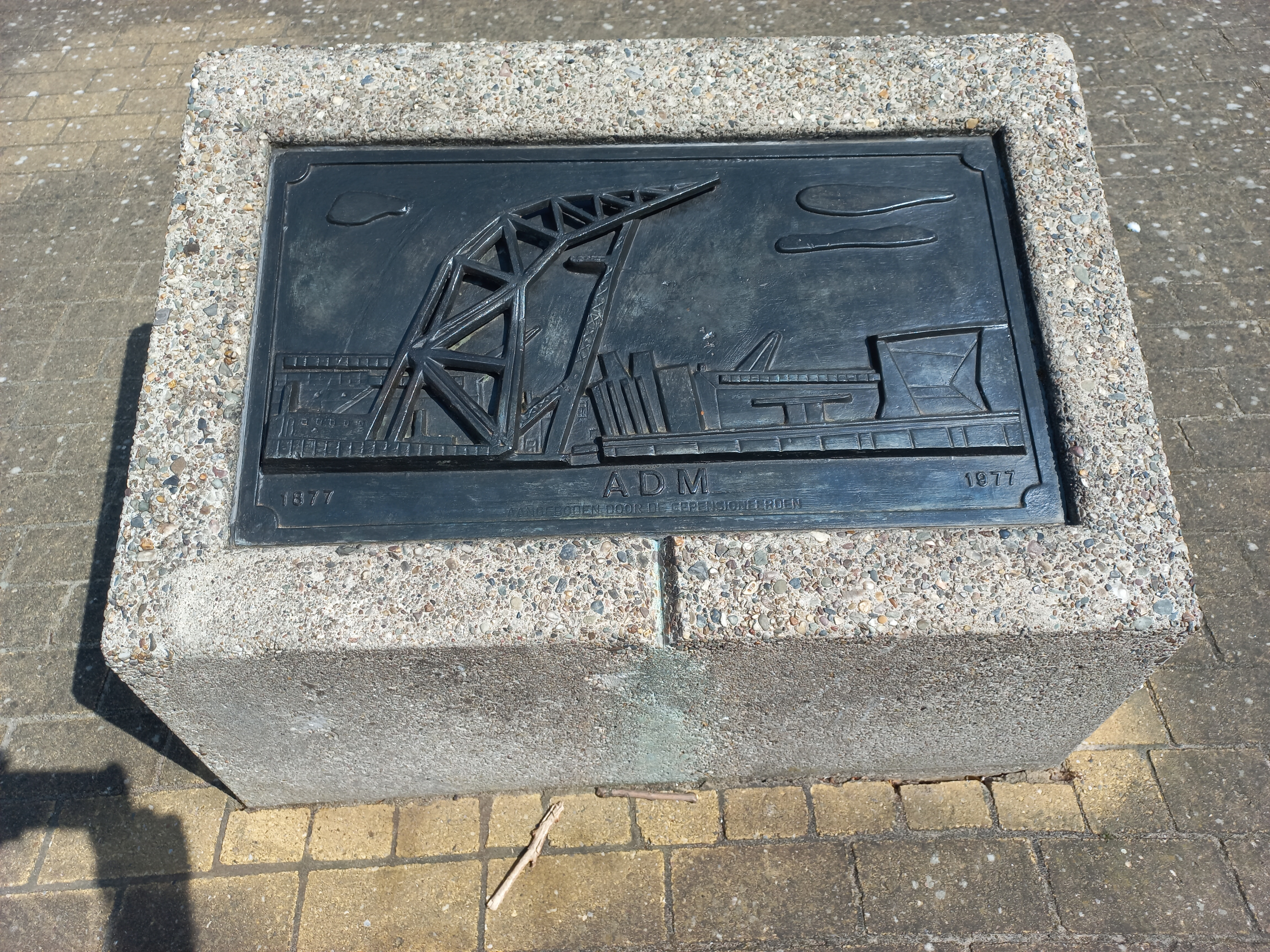
Gedenksteen 100 jaar ADM (mei 2022)